# Saint-Germain-des-Essourts
Saint-Germain-des-Essourts település Franciaországban, Seine-Maritime megyében. Lakosainak száma 377 fő (2022. január 1.). Saint-Germain-des-Essourts Blainville-Crevon, Boissay, Catenay, Ernemont-sur-Buchy, Longuerue, Sainte-Croix-sur-Buchy és Vieux-Manoir községekkel határos.

## Népesség
A település népessége az elmúlt években az alábbi módon változott:
| Lakosok száma | 402  | 404  | 411  | 406  | 399  | 391  | 383  | 381  | 377  |
|               | 2013 | 2015 | 2016 | 2017 | 2018 | 2019 | 2020 | 2021 | 2022 |